# Immeubles sans affectation immédiate
Le programme ISAI est un programme de reconstruction d'immeubles porté par le Ministère de la Reconstruction et de l'Urbanisme, après la Seconde Guerre mondiale. Les immeubles sont financés et construits par l'État. Les logements sont ensuite échangés aux propriétaires sinistrés contre leurs indemnités de dommages de guerre (ordonnance du 8 septembre 1945).
ISAI signifie généralement Immeubles sans affectation immédiate. Il arrive cependant de rencontrer « Immeubles sans affectation individuelle » ou « Immeubles sans attribution individuelle » selon les sources d'archives.

## Historique
La mise en place de la construction des ISAI se fait de la manière suivante : 

« Le programme général de construction et les tranches annuelles dans chaque commune intéressée sont arrêtés par le MRU après accord du ministère de l'Économie nationale et des Finances. Le programme particulier à chaque commune est soumis au conseil municipal [...]. Il est ensuite soumis par le préfet à l'agrément du MRU, lequel statue après avis du ministre de l'Intérieur. Lorsque les travaux compris dans ledit programme sont  effectués par une association syndicale de reconstruction, les projets sont soumis à l'approbation du MRU. En pratique, seul l'État, à l'aide de dotation budgétaires affectées, entreprit un programme de construction de cette nature. »

Le MRU confie cette mission en particulier à Auguste Perret et son Atelier. Les premiers ISAI sont construits en 1947 pour reloger en urgence 80 000 personnes. Ce projet est également une occasion pour l'architecte d'expérimenter et d'inventer de nouvelles techniques ; on peut citer par exemple les fenêtres avec survitrage ou les ventilations par gaines individuelles.

## Exemples d'immeubles sans affectation immédiate
- Abbeville : ISAI "Le Guindal", rue du Chevalier-de-la-Barre
- Amiens : ISAI Faidherbe, boulevard Faidherbe, inscrit au titre des Monuments historiques en 2024[6] ; ISAI Château-Milan, rue du Château-Milan ; ISAI Saint-Pierre, chaussée Saint-Pierre
- Dunkerque : ISAI de l'îlot Sainte-Barbe[7]
- Évreux : ISAI de  îlot L[8]
- Le Havre : ISAI de la place de l'hôtel de ville dénommé îlot V40 et V41, classé au titre des Monuments historiques en 2017[9] ; ISAI de Graville[10]
- Mantes-la-Jolie : ISAI de l'îlot A[11]
- Maubeuge :  immeubles en forme de H de l'îlot O[12] et immeuble César Franck et immeuble Gounod[13] de l'îlot P[14]
- Vernon : ISAI de l'îlot Pasteur[15]